# Koutoukalé Kourtey
Koutoukalé Kourtey (auch: Koutoukalé Goungou, Kotoukalé Kourté, Koutoukalé Kourté, Koutoukalé Kourthèye) ist ein Dorf in der Landgemeinde Karma in Niger.

## Geographie
Das von einem traditionellen Ortsvorsteher (chef traditionnel) geleitete Dorf liegt auf einer Insel im Fluss Niger. Es befindet sich rund acht Kilometer westlich des Hauptorts Karma der gleichnamigen Landgemeinde, die zum Departement Kollo in der Region Tillabéri gehört. Zu den Siedlungen in der näheren Umgebung von Kotoukalé Kourtey zählen die Dörfer Koutoukalé Koira Tégui im Norden, Koutoukalé Zéno im Nordosten und Koutoukalé Kado im Südosten sowie der Gemeindehauptort Namaro im Westen.
Koutoukalé Kourtey ist Teil der Übergangszone zwischen Sahel und Sudan. Die durchschnittliche jährliche Niederschlagshöhe beträgt hier zwischen 400 und 500 mm. Beim Dorf wurden die Vogelarten Flussregenpfeifer (Charadrius dubius), Schafstelze (Motacilla flava), Brillentaube (Streptopelia decipiens) und Bruchwasserläufer (Tringa glareola) beobachtet.

## Geschichte
Koutoukalé Kourtey war im August 2019 von Überschwemmungen betroffen. Auch bei der Flutkatastrophe von 2010 gehörte Koutoukalé Kourtey zu den am schwersten getroffenen Orten in der Gemeinde Karma, in der innerhalb weniger Tage insgesamt 1436 Hektar landwirtschaftliche Nutzflächen überschwemmt wurden.

## Bevölkerung
Bei der Volkszählung 2012 hatte Koutoukalé Kourtey 2536 Einwohner, die in 300 Haushalten lebten. Bei der Volkszählung 2001 betrug die Einwohnerzahl 1424 in 182 Haushalten und bei der Volkszählung 1988 belief sich die Einwohnerzahl auf 1107 in 178 Haushalten.

## Wirtschaft und Infrastruktur
Bei Koutoukalé Kourtey erstreckt sich ein bewässerungsfeldwirtschaftliches Areal. Es gibt eine Schule. Nordöstlich des Dorfs steht das 2004 eröffnete Hochsicherheitsgefängnis Koutoukalé.